# PGA Tour 2011
Navigation
Édition précédente Édition suivante
Le circuit de la PGA 2011 est le circuit nord-américain de golf qui se déroule sur l'année 2011. L’événement est organisé par la Professional Golfers' Association of America (PGA) dont la plupart des tournois se tiennent aux États-Unis.
La saison s'articule autour de quatre périodes : la saison dite régulière, composée de 37 tournois, se termine au terme du Wyndham Championship fin août. Cette période est ensuite suivie de quatre tournois composant les FedEx Cup Playoffs : ce sont le The Barclays, le Deutsche Bank Championship, le Championnat BMW et le The Tour Championship. Ces quatre tournois ne sont ouverts qu'aux joueurs les mieux classés à l'issue de la phase régulière. Le nombre de joueurs se réduit de tournoi en tournoi.
La troisième période s'ouvre après le The Tour Championship. Appelée Fall Series, cette série de tournois est souvent ignorée par les meilleurs joueurs. Elle permet aux autres joueurs d'essayer de conserver leur carte pour la saison suivante en parvenant à terminer dans les 125 de la Money list ou d'obtenir une exemption de deux ans par le gain d'un tournoi.
La quatrième période se déroule en Asie et dans le Pacifique. Ces tournois n'entrent pas dans le calcul de la Money list.

## Tournois
| Dates        | Tournoi                                                | Lieu                                    | Vainqueur                             | Points |
| ------------ | ------------------------------------------------------ | --------------------------------------- | ------------------------------------- | ------ |
| 9 janvier    | Hyundai Tournament of Champions                        | Hawaii                                  | Jonathan Byrd (5)                     | 50     |
| 16 janvier   | Sony Open in Hawaii                                    | Hawaii                                  | Mark Wilson (3)                       | 48     |
| 23 janvier   | Bob Hope Classic                                       | Californie                              | Jhonattan Vegas (1)                   | 32     |
| 30 janvier   | Farmers Insurance Open                                 | Californie                              | Bubba Watson (2)                      | 48     |
| 7 février    | Waste Management Phoenix Open                          | Arizona                                 | Mark Wilson (4)                       | 50     |
| 13 février   | AT&T Pebble Beach National Pro-Am                      | Californie                              | D. A. Points (1)                      | 42     |
| 20 février   | Northern Trust Open                                    | Californie                              | Aaron Baddeley (3)                    | 62     |
| 27 février   | WGC-Accenture Match Play Championship                  | Arizona                                 | Luke Donald (3)                       | 76     |
| 27 février   | Mayakoba Golf Classic at Riviera Maya-Cancun           | Quintana Roo, Mexique                   | Johnson Wagner (2)                    | 24     |
| 6 mars       | The Honda Classic                                      | Floride                                 | Rory Sabbatini (6)                    | 54     |
| 13 mars      | WGC-Cadillac Championship                              | Floride                                 | Nick Watney (3)                       | 74     |
| 13 mars      | Puerto Rico Open                                       | Porto Rico                              | Michael Bradley (4)                   | 24     |
| 20 mars      | Transitions Championship                               | Floride                                 | Gary Woodland (1)                     | 52     |
| 27 mars      | Arnold Palmer Invitational                             | Floride                                 | Martin Laird (2)                      | 58     |
| 3 avril      | Shell Houston Open                                     | Texas                                   | Phil Mickelson (39)                   | 52     |
| 10 avril     | The Masters                                            | Géorgie                                 | Charl Schwartzel (1)                  | 100    |
| 17 avril     | Valero Texas Open                                      | Texas                                   | Brendan Steele (1)                    | 28     |
| 24 avril     | The Heritage                                           | Caroline du Sud                         | Brandt Snedeker (2)                   | 50     |
| 1er mai      | Zurich Classic of New Orleans                          | Louisiane                               | Bubba Watson (3)                      | 46     |
| 8 mai        | Wells Fargo Championship                               | Caroline du Nord                        | Lucas Glover (3)                      | 58     |
| 15 mai       | The Players Championship                               | Floride                                 | Choi Kyung-Ju (8)                     | 80     |
| 22 mai       | Crowne Plaza Invitational at Colonial                  | Texas                                   | David Toms (13)                       | 46     |
| 29 mai       | HP Byron Nelson Championship                           | Texas                                   | Keegan Bradley (1)                    | 38     |
| 5 juin       | Memorial Tournament                                    | Ohio                                    | Steve Stricker                        | 62     |
| 12 juin      | FedEx St. Jude Classic                                 | Tennessee                               | Harrison Frazar                       | 38     |
| 19 juin      | Open américain                                         | Maryland                                | Rory McIlroy                          | 100    |
| 26 juin      | Travelers Championship                                 | Connecticut                             | Fredrik Jacobson                      | 44     |
| 3 juillet    | AT&T National                                          | Pennsylvanie                            | Nick Watney                           | 44     |
| 10 juillet   | John Deere Classic                                     | Illinois                                | Steve Stricker                        | 30     |
| 17 juillet   | Open britannique                                       | Angleterre                              | Darren Clarke                         | 100    |
| 17 juillet   | Viking Classic                                         | Mississippi                             | Chris Kirk                            | 24     |
| 24 juillet   | RBC Canadian Open                                      | Colombie-Britannique, Canada            | Sean O'Hair                           | 46     |
| 31 juillet   | Greenbrier Classic                                     | Virginie-Occidentale                    | Scott Stallings                       | 32     |
| 7 août       | WGC-Bridgestone Invitational                           | Ohio                                    | Adam Scott                            | 76     |
| 7 août       | Reno-Tahoe Open                                        | Nevada                                  | Scott Piercy                          | 24     |
| 14 août      | Championnat de la PGA                                  | Géorgie                                 | Keegan Bradley                        | 100    |
| 21 août      | Wyndham Championship                                   | Caroline du Nord                        | Webb Simpson                          | 38     |
| 28 août      | The Barclays                                           | New Jersey                              | Dustin Johnson                        | 70     |
| 5 septembre  | Deutsche Bank Championship                             | Massachusetts                           | Webb Simpson                          | 70     |
| 18 septembre | BMW Championship                                       | Illinois                                | Justin Rose                           | 66     |
| 25 septembre | The Tour Championship                                  | Géorgie                                 | Bill Haas                             | 54     |
| 2 octobre    | Justin Timberlake Shriners Hospitals for Children Open | Nevada                                  | Kevin Na                              | 24     |
| 9 octobre    | Frys.com Open                                          | Californie                              | Bryce Molder                          | 24     |
| 16 octobre   | McGladrey Classic                                      | Géorgie                                 | Ben Crane                             | 42     |
| 23 octobre   | Children's Miracle Network Classic                     | Floride                                 | Luke Donald                           | 32     |
| 30 octobre   | CIMB Asia Pacific Classic Malaysia                     | Selangor, Malaisie                      | Bo Van Pelt                           | 30     |
| 6 novembre   | WGC-HSBC Champions                                     | Shanghai, République populaire de Chine | Martin Kaymer                         | 62     |
| 20 novembre  | Presidents Cup                                         | Victoria, Australie                     | États-Unis                            | n/a    |
| 27 novembre  | Omega Mission Hills World Cup                          | Hainan, Chine                           | États-Unis Matt Kuchar, Gary Woodland | n/a    |